# أباراباشي
أباراباشي (بالفارسية: اباراباشی) هي مستوطنة تقع في قسم تشالدران الشمالي الريفي (مقاطعة تشالدران) في إيران. يقدر عدد سكانها بـ 69 نسمة بحسب إحصاء 2016.